# Harald Hamrell
Ivar Olof Harald Hamrell, född 13 december 1960 i Uppsala, är en svensk regissör, manusförfattare och skådespelare.

## Biografi
Hamrell växte upp i en akademikerfamilj i Kåbo i Uppsala där modern Sonja Lyttkens, var matematiker och fadern Sven Hamrell statsvetare. En av Hamrells barndomsvänner ägde en dubbel-8-kamera som Hamrell fick använda. Han köpte senare en egen kamera och gjorde som elvaåring egna super-8-filmer som han visade för elever på Bergaskolan där han gick.
Som åttaåring provfilmade han för rollen som Emil i filmatiseringen av Astrid Lindgrens böcker. Efter att ha kommit tvåa (Jan Ohlsson fick rollen) tröstades han av storasystern Ulla. Hon hade spelat för Vilgot Sjöman, och genom den kontakten fick Harald Hamrell en liten roll i 1974 års En handfull kärlek. Via den rollen blev han senare tillfrågad att provfilma för Pojken med guldbyxorna, där han som 15-åring fick titelrollen. Hamrell har beskrivit inspelningen som fantastisk och att han kom nära filmteamet. Han har också beskrivit det kändisskap som följde i spåren av succén som till en början kul, men att det utvecklades till att bli jobbigt.
Hamrell ser sig i första hand som regissör och blev manusförfattare för att öppna upp möjligheter att få regissera. Då han var 16 år gammal arbetade han som regiassistent åt Bo Widerberg, vilket han har beskrivit som "en väg in". Han har även beskrivit Widerberg som en mentor. Han regidebuterade med 1978 års kortfilm Läcka vid reaktor 4. Han har därefter regisserat ett flertal filmer och TV-serier, däribland Storstad (1990), Snoken (1993–1995), Om Stig Petrés hemlighet (2004), Arne Dahl: Misterioso (2011) och Äkta människor (2012–2013). Han har även regisserat elva filmer om Martin Beck mellan 1998 och 2009. Under senare år har han även regisserat Äkta människor, Fröken Frimans krig, samt Vår tid är nu. 

## Familj
Hamrell har två döttrar, Jenny och Hanna Hamrell. Jenny Hamrell medverkade 2006 i filmen Beck – Flickan i jordkällaren. Hamrell är bosatt i Enskede i Stockholm.

## Filmografi
Roller
- 1974 – En handfull kärlek
- 1975 – Ungkarlshotellet
- 1975 – Pojken med guldbyxorna (TV-serie)
- 1976 – Mannen på taket
- 1978 – Läcka vid reaktor 4
- 1979 – Linus eller Tegelhusets hemlighet
- 1979 – Godnatt, jord (TV-serie)
- 1979 – Victoria
- 1981 – Operation Leo
- 1984 – Sköna juveler
- 1984 – Studierektorns sista strid (TV-serie)
- 1986 – Moa
- 1987 – Nionde kompaniet
- 1988 – Mimmi (TV-serie)
- 1989 – Täcknamn Coq Rouge
- 1993 – Snoken (TV-serie)
- 1994 – Den vite riddaren (TV-serie)
- 1995 – Esters testamente (TV-serie)
- 1996 – Vinterviken
- 1996 – Sånt är livet
- 1997 – Emma åklagare (TV-serie)
- 2002 – Beck – Okänd avsändare
- 2003 – Ramona (TV-serie)
- 2007 – Beck – Den svaga länken
- 2009 – Beck – I stormens öga
- 2010 – Kommissarie Späck
- 2010 – Fired
- 2014 – Pojken med guldbyxorna

Regi
- 1978 – Läcka vid reaktor 4
- 1981 – Examen
- 1987 – Skulden
- 1987 – Scener ur ett handfats liv
- 1990 – Storstad (TV-serie)
- 1991 – Snöriket
- 1993 – Snoken (TV-serie)
- 1994 – Den vite riddaren (TV-serie)
- 1996 – Vinterviken
- 1996 – Anna Holt (TV-serie)
- 1998 – Aspiranterna (TV-serie)
- 1998 – Beck – Monstret
- 1998 – Beck – The Money Man
- 1999 – En häxa i familjen
- 2001 – Det polska korset
- 2001 – Ensamrummet
- 2001 – Beck – Mannen utan ansikte
- 2002 – Beck – Sista vittnet
- 2002 – Beck – Okänd avsändare
- 2003 – Paragraf 9 (TV-serie)
- 2003 – Ramona (TV-serie)
- 2004 – Om Stig Petrés hemlighet (TV-serie)
- 2006 – Beck – Skarpt läge
- 2006 – Beck – Flickan i jordkällaren
- 2007 – Beck – Det tysta skriket
- 2007 – Beck – Den svaga länken
- 2007 – En spricka i kristallen (TV-serie)
- 2009 – Beck – I stormens öga
- 2010 – Beck – Levande begravd
- 2011 – Arne Dahl: Misterioso (TV-serie)
- 2012 – Äkta människor (TV-serie)
- 2017–2019 – Vår tid är nu (TV-serie)

Manus
- 1978 – Läcka vid reaktor 4
- 1987 – Scener ur ett handfats liv
- 1987 – Skulden
- 1996 – Vinterviken
- 1999 – Tomten är far till alla barnen
- 2003 – Ramona (TV-serie)

Producent
- 1978 – Läcka vid reaktor 4
- 1987 – Scener ur ett handfats liv
- 1987 – Skulden

## Priser och utmärkelser
| År   | Film                       | Pris                                                                 |
| ---- | -------------------------- | -------------------------------------------------------------------- |
| 1988 | –                          | Filmkameran (15 000 kronor)                                          |
| 1988 | Scener ur ett handfats liv | Publikpriset i Oberhausen                                            |
| 1990 | Scener ur ett handfats liv | Achievement Award vid The Big Muddy Film Festival i Illinois         |
| 1990 | Scener ur ett handfats liv | Blue Ribbon Award vid American Film & Video Festival i San Francisco |
| 1990 | Scener ur ett handfats liv | första plats i experimentfilmskategorin i Suffolk County             |
| 1990 | Scener ur ett handfats liv | Bronze Apple Award i Oakland                                         |
| 1992 | Snöriket                   | Bästa ungdomsfilm i Umeå                                             |
| 1997 | Vinterviken                | Nominerad till en Guldbagge för bästa manus                          |
| 2000 | En häxa i familjen         | Barnfilmjuryns pris i Lübeck                                         |
| 2001 | En häxa i familjen         | Bästa film i Isfahan                                                 |
| 2001 | En häxa i familjen         | Publikpris för bästa långfilm i Montréal                             |
| 2002 | En häxa i familjen         | Unicef-priset vid International Youth Film Festival i Saskatchewan   |
| 2005 | Om Stig Petrés hemlighet   | Bästa dramaproduktion                                                |